# Samuel Sołtan
Samuel Sołtan Pereswiet herbu własnego (zm. 29 sierpnia 1709 w Andrepnie) – wojski starodubowski w latach 1699–1708, stolnik starodubowski w latach 1699–1702.
Poseł starodubowski na sejm zwyczajny pacyfikacyjny 1699 roku.